# Agogna (département)

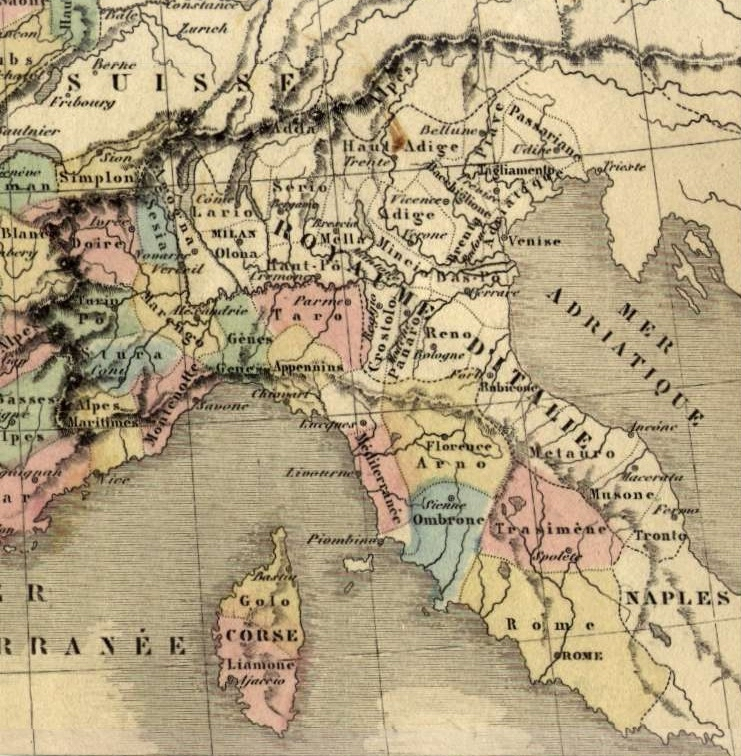
Carte des départements italiens sous le premier empire, en 1811. Le département d'Agogna est juste à l'ouest de Milan, en haut à gauche sur la carte.

L'Agogna était un ancien département de la République cisalpine, de la République italienne, puis du royaume d'Italie de 1800 à 1814. Il a été nommé d'après la rivière Agogna, et avait pour chef-lieu Novare.

## Histoire
Le département d'Agogna fut créé à partir des territoires piémontais situés sur la rive gauche de la Sésia annexés le 7 septembre 1800 par la République cisalpine, ainsi que de territoires détachés du département de l'Olona.